# Flugabwehrraketengeschwader 1
Flugabwehrraketengeschwader 1 (وتُلفظ فلوجأبڤيرراكيتنجيشڤادر) (الجناح الصاروخي للدفاع الجوي الأول) أو (FlaRakG 1) اسمه الشرفي «شليسفيغ هولشتاين» وحدة من القوات الجوية الألمانية ومقرها في ستادووم وهوسوم في شمال ألمانيا. الجناح مجهز بنظام صواريخ باتريوت للدفاع الجوي.

## التاريخ
تم إنشاء الوحدة في عام 1959 باسم فوج الدفاع الجوي الثالث في إيسن وتم تجهيزها بمدافع بوفورز من عيار 40 ملم. تم نقل الوحدة إلى بوخولت في نفس العام. ثم نقلت إلى أوسنابروك في عام 1960. في عام 1965 تم إدخال نظام صاروخ إم آي إم-23 هوك للدفاع الجوي وتمت إعادة تسمية الوحدة باسم فوج الدفاع الصاروخي الجوي الثالث "Krummenort" زنقلت إلى منطقة بالقرب من رندسبورغ. ثم نقل الوحدة إلى هايد في عام 1967. تم تغيير اسمها لقيادة صاروخ الدفاع الجوي 1 في عام 1989 وفي عام 1993 أعيد تصنيفها كجناح للصواريخ الجوية. ابتداء من عام 1994، انتقل الجناح إلى مواقعه الحالية. تم إلغاء تنشيط نظام أسلحة هوك في عام 2001.
في 1 يناير 2011، يحمل الجناح المسؤولية الرسمية لنظام الحماية قصير المدى MANTIS. لتشغيل نظام الأسلحة هذا، استدعى سلاح الجو مجموعة إضافية مضادة للطائرات في هاسوم في 1 أبريل 2011.
تم منح الجناح الصاروخي للدفاع الجوي الأسم الاسم الشرفي «شليسفيغ هولشتاين» في عام 1989 وهو حاليًا جزء من الفرقة الجوية الرابعة للقوات الجوية.
وفقًا للاتفاقية المبرمة بين ألمانيا وهولندا والموقعة في عام 2013، سيتم دمج هذه الوحدة في منظمة الدفاع أرض-جو الهولندية كجزء من التعاون الوثيق بين البلدين اعتبارًا من عام 2016 فصاعدًا.

## مهام
يستخدم الجناح نظام أسلحة صواريخ الدفاع الجوي باتريوت للمشاركة في الحرب المضادة للطائرات ضد الطائرات والصواريخ الباليستية.